# Enzym

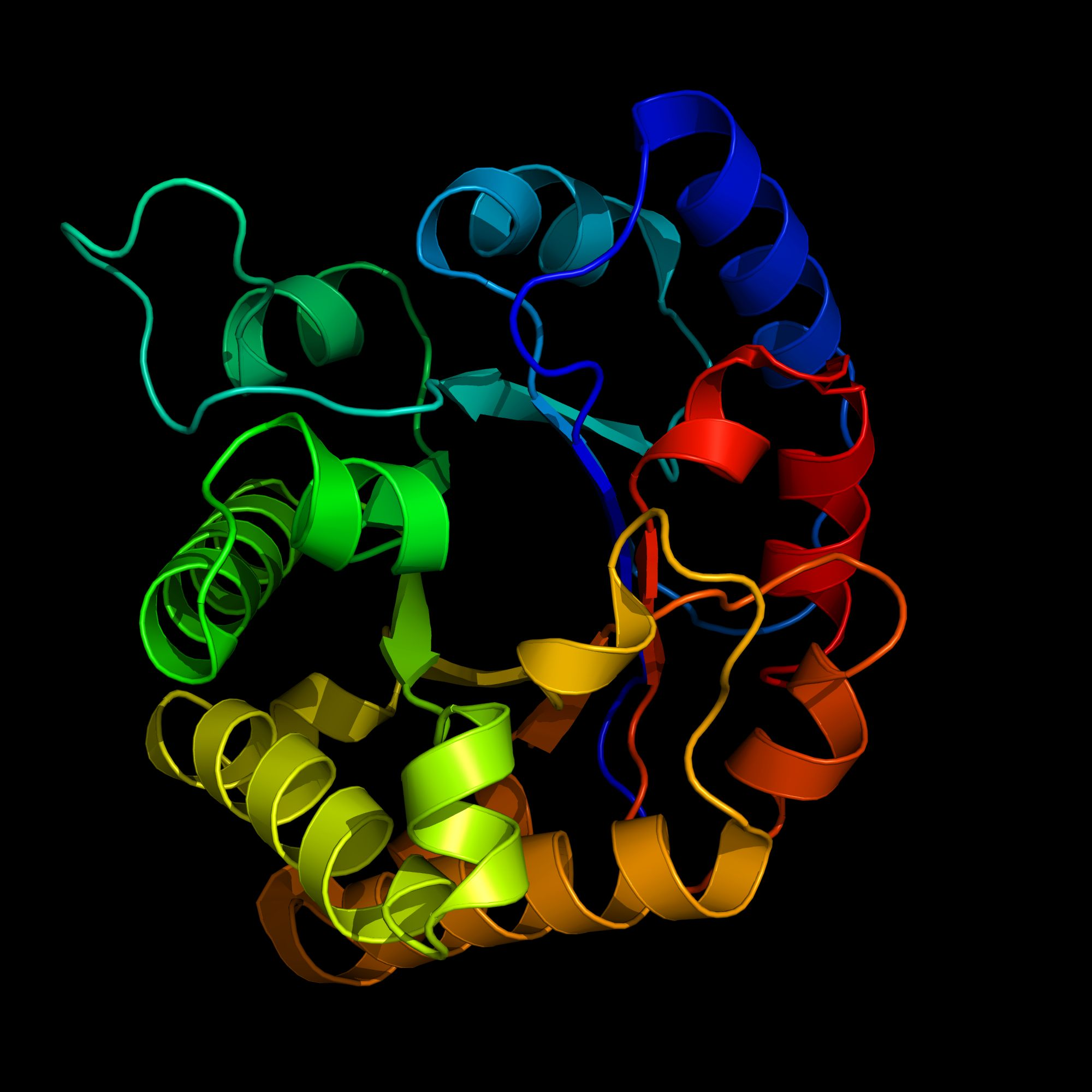
Model van het enzym triosefosfaatisomerase (TIM).

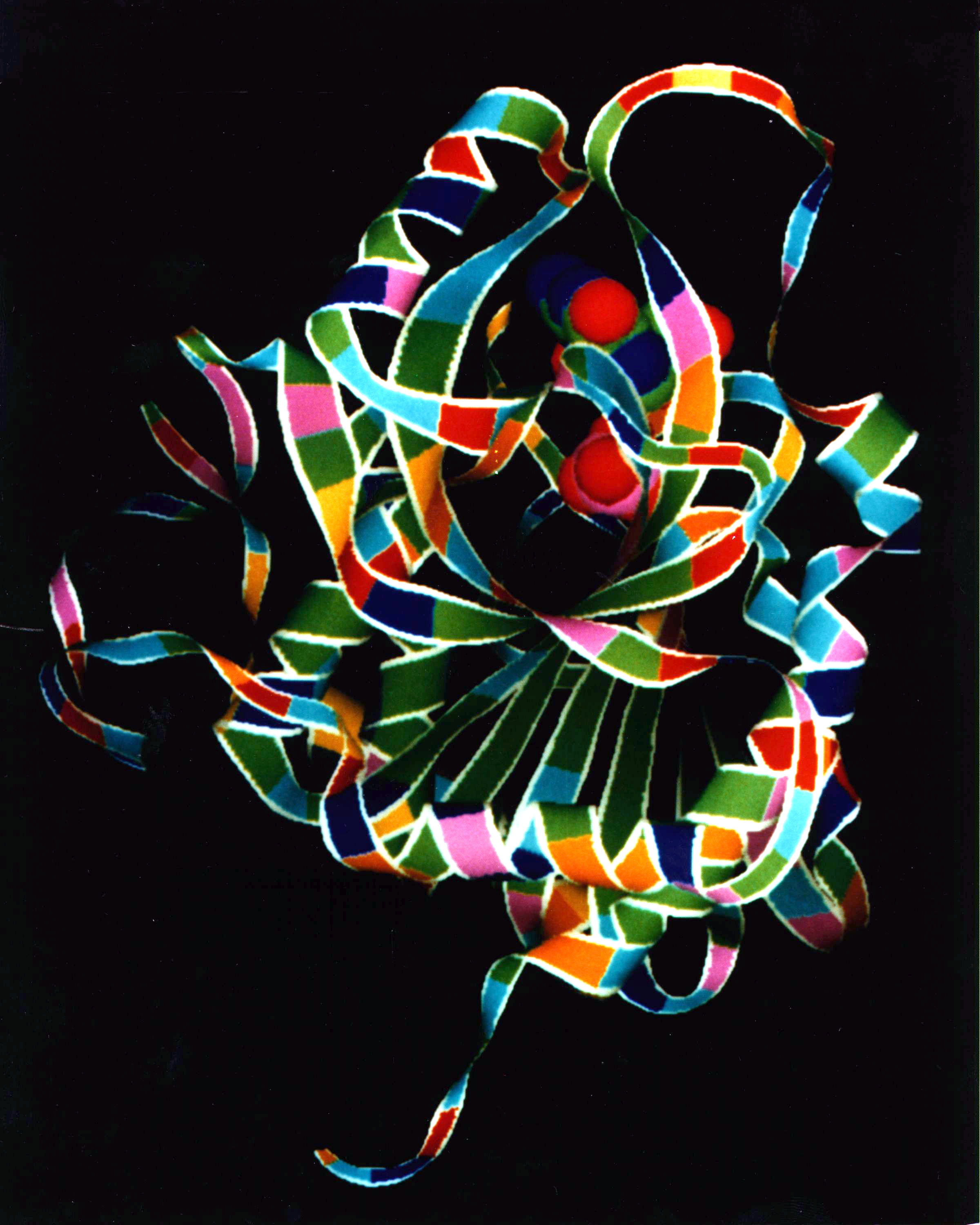
Model van het enzym purinenucleosidefosforylase (PNP)

Een enzym (Oudgrieks: ἐν en in, ζύμη zúme gist) is een macromoleculaire katalysator die een specifieke chemische reactie in een levend wezen kan laten verlopen. Het enzym maakt de reactie mogelijk of versnelt de reactie, zonder daarbij zelf te worden verbruikt of van samenstelling te veranderen. De stof waar het enzym op inwerkt en die nodig is voor de stofwisseling heet het substraat. Tijdens de reactie gaat het enzym kortstondig een binding aan met het substraat. Dit gebeurt voor elk enzym op een eigen manier, doordat elk enzym specifiek is.
Enzymen zijn eiwitten en worden aangemaakt in alle organismen: van bacteriën tot schimmels, planten en dieren. Voor de opbouw ervan zijn in een aantal gevallen vitaminen nodig. Enzymen bevinden zich ook in voedsel, voor zover dat niet (langdurig) verhit is geweest. Omdat enzymen een bepalende rol spelen in het geheel van reacties binnen de cel, kunnen cellen hun chemie nauwkeurig afstellen door de aanmaak van enzymen te reguleren.
Na de reactie keert het enzym weer terug naar de oorspronkelijke toestand en kan het direct weer een reactie versnellen. Een enzym “wacht” totdat de moleculen, waarmee het enzym “aan de slag kan”, bereikbaar zijn. Het enzym klemt zich dan op een plaats aan het substraat, veelal moleculen van voedingsmiddelen die ontbonden worden, waar dat past en waartoe het dus geschikt is. Dat deel dat omklemd is, wordt losgemaakt van het grotere geheel, waarna ook het enzym weer vrij is en verder kan met het volgende molecuul(deel). De plaats waar substraat en enzym aan elkaar hechten heten de sleutel voor het substraat en het slot of actieve centrum voor het enzym. Wanneer het enzym zich aan het substraat hecht, is er sprake van een induced fit: het enzym vervormt zich waardoor het substraat volledig wordt omsloten. Ketens van moleculen van diverse aard, kunnen zo in andere enkelvoudige moleculen worden omgezet.
Enzymen zijn vaak specifiek voor hun substraat, meestal bindt een enzym maar aan één substraat. Er zijn echter ook enzymen die een heleboel verschillende substraten kunnen omzetten. Hiervan komen er een paar voor in de lever, bijvoorbeeld CYP2D6, een enzym uit het cytochroom P450-enzymsysteem.
Veel enzymen zijn sneller en efficiënter dan tot nu toe door de mens ontworpen katalysatoren. Enzymen worden mede daarom ook ingezet in chemische processen, bijvoorbeeld in de voedselbereiding. Zonder enzymatische katalyse zouden stofwisselingsprocessen niet mogelijk zijn zodat gesteld kan worden dat enzymen het leven op gang houden.

## Geschiedenis
Het allereerste enzym werd ontdekt in 1833 door Anselme Payen. Hij vond in gerst een groep enzymen die zetmeel afbreken in verteerbare suikers. Hij noemde deze enzymen "diastase", naar διάστασις diastasis het griekse woord voor "scheiden". Diastase staat sindsdien voor de groep enzymen die zetmeel in maltose omzet.
In de 19e eeuw kwamen enzymen steeds meer in de wetenschappelijke belangstelling te staan.
De moderne enzymtechnologie begon in 1874, toen de Deense chemicus Christian Hansen het eerste stremsel uit kalvermagen produceerde. Dit was het eerste relatief zuivere enzympreparaat dat commercieel werd vermarkt.

## Co-enzymen
Enzymen kunnen ook bestaan uit meer delen, bijvoorbeeld verschillende eiwitten. Daarnaast hebben ze vaak nog een component zonder welke het enzym zijn functie niet kan vervullen. Dit kan zijn een co-enzym of een co-factor.
Een co-enzym is organische verbinding, een relatief klein molecuul, dat in de cel fungeert als een soort aan/uitschakelaar voor een bepaalde reactie. Voorbeelden zijn de vitamines B (thiamine B1, riboflavine B2 en nicotinamide B3) en vitamine C (ascorbinezuur). Veel vitaminen zijn een precursor van een co-enzym. Co-enzymen zijn covalent gebonden aan het eiwitdeel van het enzym. Deze binding kan sterk of juist heel zwak zijn. Bij een zwakke binding is het co-enzym slechts tijdelijk gebonden aan het enzym wanneer dit zijn katalytische functie uitoefent.
Een co-factor is een anorganische verbinding. Dat kan een metaalion zijn van bijvoorbeeld zink, mangaan, koper, magnesium, ijzer, kalium of natrium. Deze mineralen zitten gewoonlijk als sporenelementen in het voedsel. Afhankelijk van de concentratie van het metaalion wordt de enzymatische reactie, de reactie die het enzym faciliteert, vertraagd of versneld.

## Indeling van de enzymen
Enzymen worden benoemd naar het proces dat zij katalyseren, gevolgd door de uitgang -ase.
1. Oxidoreductasen zijn enzymen die oxidatie- en reductiereacties katalyseren. Hieronder vallen de enzymen desaturasen, hydrogenasen, oxidasen, reductasen, transhydrogenasen en hydroxylasen. Veel voorkomende co-enzymen in deze groep zijn NAD+ en FAD.
2. Transferasen zijn enzymen die groepsoverdrachtsreacties zoals methyl-, carboxyl-, acyl-, glycosyl-, amino- of fosfaatgroepoverdracht katalyseren. Hiertoe behoren onder andere transfosfatasen of kinasen en de transaminasen. Bij de laatstgenoemde komt het co-enzym pyridoxaalfosfaat veel voor.
3. Hydrolasen zijn enzymen die hydrolysereacties katalyseren. Enzymen uit deze groep zijn onder andere peptidasen, esterasen, glycosidasen en fosfatasen, amylase.
4. Lyasen zijn enzymen die splitsing van C-C, C-O en C-N bindingen door middel van eliminatiereacties katalyseren. Enzymen uit deze groep zijn decarboxylasen en dehydratasen. Gebruikte co-enzymen zijn co-enzym A en thiaminepyrofosfaat.
5. Isomerasen → katalyseren isomerisatiereacties. Hieronder vallen racemasen en epimerasen.
6. Ligasen zijn enzymen die de koppeling van twee substraten katalyseren waarbij een binding van een koolstofatoom met een ander atoom gevormd wordt, meestal met zuurstof, stikstof of zwavel. De benodigde energie wordt vaak geleverd door hydrolyse van ATP. Tot deze groep behoren onder andere elongasen, synthetasen en carboxylasen. Belangrijke co-enzymen zijn acetyl co-enzym A en biotine.
7. Translocasen katalyseren het transport van ionen of moleculen, typisch door membranen heen.

### EC-nummer
Enzymen worden ook geclassificeerd met een nummer: het Enzyme Commission number. Dit EC-nummer moet niet verward worden met het EG-nummer, waarmee een chemische stof wordt aangeduid. Het EC-nummer is gebaseerd op de chemische reacties die het enzym katalyseert. Zo kan het voorkomen dat niet aan elkaar verwante enzymen, maar die wel dezelfde reactie katalyseren, hetzelfde nummer krijgen. Het EC-nummer bestaat uit 4 cijfers en begint met een cijfer dat een van de zes bovenstaande hoofdgroepen of klassen aanduidt. De twee hierop volgende getallen bepalen de subgroep en de sub-subgroep. Het laatste getal ten slotte bepaalt specifiek het enzym in de sub-subgroep waarover het gaat. Een voorbeeld is katalase, aangeduid met "EC 1.11.1.6", dit wil zeggen dat het tot klasse 1 de oxidoreductasen behoort, in de subgroep 11 met een peroxide als acceptor, in de sub-subgroep 1, er is maar één subgroep in 1.11 en het gaat hier om het 6de enzym (katalase).

## Reactiekinetiek
De snelheid van een enzymatische reactie, of enzymkinetiek, is afhankelijk van de temperatuur, de zuurgraad en de concentratie van enzym en substraat. Concentraties van eventuele co-enzymen of vreemde agonisten en antagonisten kunnen ook invloed op de reactiesnelheid hebben. De enzymwerking kan door verschillende factoren worden beïnvloed :
- De temperatuur
- De zuurgraad
- De enzymconcentratie
- De substraatspecificiteit

### Invloed van de temperatuur
De ruimtelijke structuur van eiwitten verandert met de temperatuur. Zo zijn de meeste enzymen inactief bij lage temperaturen. Boven 50 °C wordt de werking van het eiwit ook geblokkeerd door denaturatie. Ieder enzym heeft bij een bepaalde temperatuur, de zogenoemde optimale temperatuur, de maximale activiteit. De activiteit van enzymen wordt veelal uitgedrukt in de hoeveelheid substraat die in een bepaalde periode kan worden omgezet. Aangezien enzymen vaak de katalysator zijn voor een specifieke omzetting, zijn er dus zeer veel soorten substraat, dus ook zeer veel eenheden.

### Invloed van de zuurgraad
De activiteit van een enzym wordt ook beïnvloed door de zuurgraad. Bepaalde enzymen, zoals peptase in de maag, werken goed tot zeer goed in een zuur milieu, met een pH < 7. De optimale pH-waarde ligt doorgaans tussen pH 5 en pH 8. Andere enzymen, zoals trypsine in de darmen, werken alleen in een basisch milieu, met pH>7.

### Invloed van de enzymconcentratie
Ook de enzymconcentratie heeft een grote invloed op de enzymwerking. Wanneer een enzym met een afnemende concentratie inwerkt op een substraat, is de werking het grootst bij de hoogste concentratie. Dat wil niet zeggen dat enzymen bij lage concentratie niet actief zijn, integendeel. Dit wijst ook op het herbruikbaar zijn van een enzym na een chemische reactie.

### Enzymremmers
Wil het enzym zijn effect kunnen uitoefenen, dan moet tussen enzym en substraat een kort en hecht contact zijn. Wanneer het substraat, waar het enzym zich aan bindt, concurrentie krijgt van een molecuul, dat heet "competitieve inhibitie", waarvan de structuur erg lijkt op die van het substraat, kan het de werking remmen. Het competitieve molecuul bindt het enzym aan zich en zorgt ervoor dat het enzym zich niet aan het normale substraat kan binden, waardoor de reactie wordt verhinderd. Deze stoffen kunnen processen in de cel remmen of stoppen. Voorbeelden van enzymremmers zijn sommige chemisch bestrijdingsmiddelen, zoals DDT, die de werking van belangrijke enzymen in het zenuwstelsel tegengaan. Veel antibiotica remmen specifieke enzymen in bacteriën. Zo blokkeert penicilline het actieve deel van een enzym dat veel bacteriën gebruiken om hun celwanden op te bouwen.
Andere gifstoffen remmen de enzymwerking doordat ze zich op een andere plaats van het enzym hechten, dat heet "noncompetitive inhibitie", waardoor de vorm verandert en de werkzaamheid van het enzym wordt verhinderd. Het substraat kan zich niet meer aan het enzym binden, omdat deze een verandering heeft ondergaan. Er kan geen "induced fit" meer plaatsvinden tussen substraat en enzym.

### Allosterische regulatie
Veel enzymen bevatten behalve het actieve centrum ook een specifieke receptorplaats, die allosterische zijde wordt genoemd. Moleculen kunnen zich binden aan deze plaats door middel van een zwakke binding, een niet covalente binding, en zodoende een conformatieverandering teweegbrengen aan het enzym. De moleculen die zich binden aan de allosterische zijde kunnen zowel inhibitie als excitatie, dat is stimulatie, bewerkstelligen van de enzymactiviteit.
De meeste allosterische regulatie-enzymen bestaan uit twee of meer polypeptideketens, oftewel subunits. Elke subunit heeft zijn eigen actief centrum en de allosterische zijde bevindt zich meestal tussen deze afzonderlijke subunits. Het binden van een activatormolecule aan de allosterische zijde stabiliseert de conformatie van het actieve centrum. Alle subunits kunnen zich conformeren als er één activatormolecule reageert met de allosterische zijde. De conformatieverandering van één subunit heeft direct gevolg voor dezelfde conformatieverandering bij de overige subunits: een soort kettingreactie.
Soms zijn een activatormolecule en een inhibitormolecule hetzelfde qua vorm om te concurreren voor dezelfde allosterische zijde van een enzym. Sommige enzymen in katabolische paden hebben een allosterische zijde voor zowel adenosinetrifosfaat (ATP) als adenosinemonofosfaat (AMP). Deze enzymen worden geïnhibeerd door ATP en geactiveerd door AMP. Dit is logisch, want een heel belangrijke functie van de cel is om ATP te regenereren. Als de ATP-productie achter komt te liggen, wordt AMP geaccumuleerd en activeert het enzym om het ATP weer sneller te katabolyseren. Als de voorraad ATP de vraag overschrijdt, dan gaat het katabolyseren minder snel, doordat het ATP zich accumuleert.

## Bekende enzymen
- Acetylcholinesterase
- Amylase
- Bromelaine
- Cellulase
- Cyclo-oxygenase
- Desaturase
- DNA-polymerase
- Elongase
- Katalase
- Lactase
- Lipase
- Lysozym
- Maltase
- Monoamino-oxidase (MAO)
- Nuclease
- Pancreatine
- Papaine
- Pectinase
- Pepsine
- Protease
- Ribozym
- Restrictie-enzym
- Renine
- RNase L
- Rutine
- Sacharase
- Trypsine